# Renodes brunnea
Renodes brunnea är en fjärilsart som beskrevs av Pieter Cramer 1780 och som ingår i släktet Renodes. Inga underarter finns listade.